# Екзофонія
Екзофонія – це практика, коли письмової творчості, коли автор пише твір мовою, яка не є рідною для нього/неї.  Хоч ця практика давня, цей термін є відносно новим та походить від німецької мови, exophonie. Вперше термін було використано Сьюзен Арндт, Дірком Нагушевським та Робертом Стокхаммером у 2007 році  у сфері літературних та культурологічних досліджень.
Деякі екзофонічні автори можуть бути двомовними або багатомовними з дитинства, навіть поліглоти, в той час, як інші можуть писати засвоєною мовою. У деяких випадках другу мову опановують на ранньому етапі життя, наприклад, через імміграцію, і не завжди зрозуміло, чи слід категорично відносити письменника до категорії не носій мови.
В інших випадках мова набувається шляхом вигнання чи міграції: «Екзофонічна писемність, феномен написання літератури другою мовою, зростає в Європі через трудову міграцію». 
Це одна з форм транснаціональної літератури, хоча остання також охоплює письмо, яке перетинає національні стилістичні чи культурні межі, але не написане іншою мовою. «Екстериторіальність і екзофонія дійсно є важливими поняттями не лише для порівняльного літературознавства, а й взагалі для питання статусу художнього тексту 21 століття». 
Екзофонія також перетинається з транслінгвізмом, і транслінгвіст — один із багатьох термінів, які були придумані для опису цього явища. Пов'язані поняття в англійській мові включають транскультуралізм / транскультурацію, постнаціоналізм і постколоніалізм, а німецькою Exophonie, Anders-Sprachigkeit,  Interkulturelle Literatur ("міжкультурна література"), Gastarbeiterliteratur ("література гастарбайтерів"), Ausländerliteratur ("іноземна література") і Migrantenliteratur ("література мігрантів"). 
Мотивації для того, щоб стати письменником-екзофоном, можуть бути найрізноманітнішими. Наприклад Йоко Тавада намагалася: 
1. Зробити політичну заяву «створити екзофонію своєю рідною мовою (японська), так і вжитою мовою (німецька)... продемонтувати... ультранаціоналістичну концепцію «прекрасної» японської мови»[7].
2. Використати або уникнути стилістичні елементи окремих мов («для Тавади, носія мови, граматика якої не робить відмінностей між родами, відмінками, визначеними та невизначеними артикулами, або однини та множини... кожне західне слово, фраза чи ідіома стає загадкою»,[8] «Я намацую якийсь малоймовірний вираз у моїй рідній мові, намагаючись знайти відповідну еквівалентність у перекладі для англійського слова чи фрази»),[9]
3. Уникнути ризику не досягнути аудиторію при перекладі або бажання отримати ширшу читацьку аудиторію – перекладна література у Великій Британії та США становить лише невеликий відсоток продажів, тому «екзофонія має комерційний сенс».[10] На запитання, чому він не пише рідною мовою, Джозеф Конрад відповів: «Я занадто ціную нашу прекрасну польську літературу, щоб вводити в неї свою нікчемну балаганку. Але для англійців моїх можливостей якраз достатньо.»[11]

Деякі екзофонічні автори також є перекладачами, у тому числі власних творів. І навпаки, переклад екзофонічних творів може спричинити проблеми через «дефаміліаризацію нової мови через стилістичні інновації».
- Список екзофонічних письменників
- Письмо другою мовою

1. ↑  Exophony or Writing Beyond the Mother Tongue. warwick.ac.uk. University of Warwick Department of English and Comparative Literary Studies. Архів оригіналу за 1 березня 2017. Процитовано 28 лютого 2017.
2. ↑  Arndt, Susan; Naguschewski, Dirk; Stockhammer, Robert, ред. (April 2007). Exophonie: Anders-Sprachigkeit (in) der Literatur [Exophony. Other-languagedness in/of literature] (German) . Berlin: Kulturverlag Kadmos. ISBN 978-3-86599-024-2. Архів оригіналу за 18 травня 2021. Процитовано 30 березня 2022.
3. ↑  Pugliese, Rosella (2012). Exophonic Writing: a New Paradigm in Translation. Academic Exchange Quarterly. 16 (1): 161—166. Архів оригіналу за 1 березня 2017. Процитовано 28 лютого 2017.
4. ↑  Zach, Matthias (January 2014). Extraterritoriality, Exophony and the Literary Text. У Lassalle, Didier; Weissmann, Dirk (ред.). Ex(tra)territorial: Reassessing Territory in Literature, Culture and Languages. Amsterdam – New York: Editions Rodopi BV. с. 217—230. ISBN 978-90-420-3866-0. {{cite book}}: |access-date= вимагає |url= (довідка)
5. ↑  Arndt, Susan; Naguschewski, Dirk; Stockhammer, Robert, ред. (April 2007). Exophonie : Anders-Sprachigkeit (in) der Literatur [Exophony. Other-languagedness in/of literature] (German) . Berlin: Kadmos. ISBN 978-3-86599-024-2. Архів оригіналу за 1 березня 2017. Процитовано 28 лютого 2017.
6. ↑  Wright, Chantal (2008). Writing in the 'Grey Zone': Exophonic Literature in Contemporary Germany (PDF). German as a Foreign Language. 2008 (3): 26—42. Архів оригіналу (PDF) за 1 березня 2017. Процитовано 28 лютого 2017.
7. ↑  Tachibana, Reiko (30 вересня 2007). Tawada Yoko's Quest for Exophony: Japan and Germany. У Slaymaker, Doug (ред.). Yoko Tawada: Voices from Everywhere. Lexington Books. с. 153—168. ISBN 978-0-7391-2272-3. {{cite book}}: |access-date= вимагає |url= (довідка)
8. ↑  Perloff, Marjorie (August 2010). Language in migration: multilingualism and exophonic writing in the new poetics. Textual Practice. 24 (4): 725—748. doi:10.1080/0950236X.2010.499660.
9. ↑  Matsumoto, Kazuhito (13 квітня 2016). "Exophony" in the Midst of the Mother Tongue. У Haseltine, Patricia; Ma, Sheng-Mei (ред.). Doing English in Asia: Global Literature and Culture. Lexington Books. с. 17—28. ISBN 978-0-7391-9200-9. {{cite book}}: |access-date= вимагає |url= (довідка)
10. ↑  Writing In A Foreign Tongue: Translation And The Commercial Sense Of Exophony. #AmReading. 18 жовтня 2016. Архів оригіналу за 1 березня 2017. Процитовано 28 лютого 2017.
11. ↑  Mikanowski, Jacob (27 липня 2018). Behemoth, bully, thief: how the English language is taking over the planet. The Guardian. Процитовано 29 квітня 2019.
12. ↑  Wright, Chantal (30 червня 2010). Exophony and literary translation: What it means for the translator when a writer adopts a new language. Target: International Journal of Translation Studies. 22 (1): 22—39. doi:10.1075/target.22.1.03wri.